# Ergotherapie
Die Ergotherapie (von altgriechisch ἔργον érgon, deutsch ‚Werk‘, ‚Arbeit‘, und von „Therapie“ von θεραπεία therapeía, deutsch ‚Dienst‘, ‚Behandlung‘) ist eine Therapieform, die Menschen jeden Alters unterstützt und begleitet, um ihre täglichen Lebens- und Arbeitsfähigkeiten trotz krankheits-, verletzungs- oder behinderungsbedingter Einschränkungen zu erhalten oder zu verbessern. Sie verfolgt einen ganzheitlichen Ansatz, um die Lebensqualität der Therapierten zu heben. Dabei berücksichtigt sie motorische, kognitive, sensorische und Alltagsfähigkeiten und beschäftigt sich auch mit der mentalen Gesundheit.
Überschneidungen bestehen mit der Beschäftigungstherapie (manchmal synonym gebraucht), Kunsttherapie, Arbeitstherapie, Psychotherapie, Musiktherapie und Physiotherapie.

## Geschichte
Der Beruf des Ergotherapeuten entstand zu Beginn des 20. Jahrhunderts in den USA und wurde von unterschiedlichen Berufsgruppen wie Ärzten, Sozialarbeitern, Krankenschwestern, Künstlern, Handwerkslehrern und Architekten unabhängig voneinander entwickelt.
In Deutschland entwickelte sich der Beruf Ergotherapeut aus der Zusammenlegung von (bereits zu Beginn des 19. Jahrhunderts in der Psychiatrie gebräuchlicher) Beschäftigungstherapie und Arbeitstherapie. Schon vor dem Zweiten Weltkrieg entwickelte Hermann Simon 1924 eine arbeitstherapeutische Theorie zur Behandlung psychisch Kranker. Nach dem Zweiten Weltkrieg wurden in Deutschland durch britische Krankenschwestern und zur Versorgung der an Psyche und Körper verwundeten deutschen Soldaten und Zivilisten erstmals beschäftigungs- und arbeitstherapeutische Verfahren und Methoden angewendet. In Deutschland wurde 1953 die erste Lehreinrichtung für Beschäftigungstherapie in Hannover im Annastift gegründet. 1999 wurden die bis dahin gesetzlich geschützten Berufsbezeichnungen Beschäftigungs- und Arbeitstherapeut geändert. Die aktuelle gesetzlich geschützte Berufsbezeichnung lautet Ergotherapeut.

## Ergotherapeutische Paradigmen
Inhalte eines Paradigmas verändern sich, man kann auch von einer Pendelbewegung sprechen, welche eine Krise für eine Berufsgruppe sind, aber zeitgleich auch eine Chance auf Weiterentwicklung, welche auf Grund von gesellschaftlichen Entwicklungen wie dem demographischen, dem epidemiologischen und dem gesellschaftlichen Wandel nötig ist.
Die ergotherapeutischen Paradigmen wurden stark von den USA geprägt und sind mit Verzögerung in Deutschland angekommen. Aus diesem Grund sind die Jahreszahlen im untenstehenden Abschnitt in Deutschland zeitverzögert zu denen in den USA. Zudem sind die Paradigmen und die Paradigmenwechsel nicht klar voneinander abzugrenzen.

### Ergotherapeutisches Paradigma
Dieses fand ab ca. 1750 Bedeutung. Nach der Industrialisierung wurde erstmals an die Individualität des Menschen gedacht. Bereits ab 1800 war der französische Psychiater Philippe Pinel der Meinung, psychisch erkrankte Menschen, die damals als „Verrückte“ bezeichnet wurden, können durch Arbeit gesund werden. Dieses Konzept wurde als „Moral Treatment“ bekannt, eine Behandlungsform psychisch erkrankter Personen, bei der die Produktivität, Kreativität und Erholung im Mittelpunkt stand.

### Paradigm of Occupation
Ab ca. 1900 wurde in den USA mit Etablierung des Berufes 1917 vom Beginn des „paradigm of occupation“ gesprochen. Die deutsche Literatur übersetzt diesen Begriff mit „Betätigungsparadigma“. Der Mensch wurde zunehmend nicht mehr als Maschine gesehen, die Individualität und bedeutungsvolle Betätigungen wurden angedacht. Beyermann spricht in dieser Zeitspanne, von 1953 bis 1977, von „Beschäftigung“. Dabei war die Beschäftigung vor allem in Rehabilitationskliniken ein sinn- und lustvoller Zeitvertreib.

### Mechanistic Paradigm
Von 1977 bis 1980 wurde der Begriff der „Medizinalisierung“ verwendet. Dabei war eine klare Dominanz medizinischer Probleme in der Praxis spürbar, weshalb auch in der Ausbildung mehr Wert auf medizinische Fächer gelegt wurde. Dieses „mechanistic paradigm“, begann in den USA gegen 1950. In der deutschen Übersetzung wird vom „mechanistischen Paradigma“ gesprochen. Wissenschaftliche Erkenntnisse wurden als Basis herangezogen. Wichtige funktionsorientierte Persönlichkeiten zu dieser Zeit waren Bobath, Robinson und Ruth. Nach der Reconstruction Therapy nach Dunton wurde überlegt, wie der Mensch mit körperlichen Beschwerden schnellstmöglich wieder arbeitsfähig gemacht werden kann; dabei wurde rein funktionell behandelt. Durch neue wissenschaftliche Erkenntnisse konnten verschiedene Anfänge von Methoden sowie Modelle wie das Model of Human Occupation (MOHO) von Kielhofner und die Sensorische Integration nach Ayres (beides noch sehr funktionsorientiert) mit Beginn der 1960er Jahre in Amerika implementiert werden.

### Contemporary Paradigm
Durch diese neuen Entwicklungen kam es in den USA ab ca. 1980 zu einem Wechsel der Terminologie zum „contemporary paradigm.“ In der deutschen Literatur wurde der Begriff mit „zeitgenössischem Paradigma“ übersetzt. Durch die Vernetzung auf der ganzen Welt war es Patienten in Industrienationen zunehmend möglich, sich selbst zu informieren. Psychiatrische Rehabilitationskliniken wurden ins Leben gerufen und erste Gesetze zur Eingliederung von Kindern mit Behinderungen sind entstanden. Auch verschiedene ergotherapeutische Modelle wie das Model of Human Occupation (MOHO), Canadian Model of Occupational Performance (CMOP), Person-Environment-Occupation-Performance Model (PEOP) und einige mehr wurden entwickelt. Townsend setzte erstmals auf bedeutungsvolle Betätigung, da sie der Meinung war, diese wirke sich positiv auf Gesundheit und Wohlbefinden aus. Hierbei wird von Betätigung als aktiver Lebensprozess gesprochen, von Beginn bis zum Ende des Lebens. In diesem Paradigma spricht Beyermann von „Methodisierung“, wobei den therapeutischen Methoden und Konzepten sowie der Wissenschaft immer mehr Bedeutung zugeschrieben wurde. Der Mensch soll im Mittelpunkt stehen und als Ausgangspunkt für die Integration in die für ihn bedeutungsvolle Umwelt gesehen werden.

## Grundlagen
Ergotherapie beruht auf (arbeits-)medizinischer, sozialwissenschaftlicher und handlungsorientierter Grundlage. Fachspezifische Grundlagen werden in Deutschland durch Forschungen im Bereich Ergotherapie und Arbeitsphysiologie sowie im Ausland in den Betätigungswissenschaften (occupational science) erarbeitet.
In der Ergotherapie werden die Betätigungsbereiche Selbstversorgung (z. B. sich anziehen, Essen zubereiten), Freizeit (z. B. Freunde treffen, Handarbeiten), Produktivität (Anforderungen des Berufslebens; z. B. Texte verfassen, Fenster putzen) und Erholung (z. B. Schlafen) unterschieden.
Die mechanistische Sichtweise auf den Menschen (der Mensch ist die Summe seiner Körperstrukturen und Funktionen, Störungen in den Betätigungsfeldern werden deshalb auf Störungen dieser Strukturen und Funktionen zurückgeführt) wird innerhalb der Ergotherapie seit Mitte der 1970er Jahre in den USA und Kanada und seit Mitte der 1990er Jahre in Deutschland zunehmend von einer ganzheitlichen (holistischen) Sichtweise abgelöst: Der Mensch wird als offenes System gesehen, in dem komplexe Beziehungen zwischen dem Individuum, seiner Umwelt, seinen Aktivitäten und seiner Partizipation (Teilhabe) bestehen. Daraus folgt, dass bei Betätigungsproblemen alle Faktoren berücksichtigt werden müssen, um einen zufriedenstellenden Lösungsweg zu finden.
Ergotherapeuten, die die ganzheitliche Sichtweise vertreten, gehen von folgenden Grundannahmen und Werten aus:
Grundannahmen
- Menschen sind von Natur aus handelnde Wesen.
- Aktivität und Partizipation haben einen wichtigen Einfluss auf die Gesundheit eines Menschen.
- Menschen können Störungen und Einschränkungen im Handeln erfahren.
- Das Handeln kann als Ausgangspunkt für Veränderung genutzt werden.
- Die Umgebung kann als Ausgangspunkt für Veränderung genutzt werden.

Werte
- Jeder Mensch hat das Recht auf Teilnahme an persönlich bedeutungsvollen Aktivitäten.
- Einschränkungen vermindern nicht den Wert des Individuums.
- Einschränkungen sind nicht zwingend ein Hindernis für eine gute Lebensqualität.
- Jedes Individuum hat das Recht, sein eigenes Leben zu bestimmen.[16]

### Sechs Säulen der Ergotherapie
Aus den Paradigmen lassen sich die Kernbegriffe, die Sicht auf den Menschen und die Gesellschaft sowie die Werte des Berufes ableiten. Für die aktuelle Ergotherapie bedeutet das: „Betätigungsbasierung“, „Kontextbasierung“, „Klientenzentrierung“ und „Evidenzbasierung“ sowie „Technologiebasierung“ und „Populationsbasierung“.
Die sechs Säulen werden im Folgenden an einem Beispiel erklärt.
Frau G., die früher mit ihren Eltern viel im Garten gearbeitet hat, der zu ihrem Hobby wurde, hatte einen Autounfall und ist querschnittsgelähmt. Unter Einbeziehung aller sechs Säulen kann in der Ergotherapie daran gearbeitet werden. Die Betätigungsbasierung wird durch die Arbeit im Garten der Klientin umgesetzt. Die Kontextbasierung wird in der Ergotherapie erreicht, da in ihrem eigenen Garten gearbeitet wird und es ein altes Hobby von ihr ist, hierbei ist die Klientenzentrierung mit inbegriffen. In den Therapieeinheiten werden die eigene Expertise von Frau G., ihrer Therapeutin und wissenschaftliche Erkenntnisse über evidenzbasierte Behandlungsmethoden der Gartentherapie miteinbezogen, womit die Evidenzbasierung erreicht wird. Die Technologiebasierung kommt durch die Einschränkungen von Frau G. hinzu, sie kann keine Gießkannen mehr tragen, deshalb wurde ein Bewässerungssystem angedacht. Durch die populationsbasierte Arbeit hat die Therapeutin auch eine andere Zielgruppe im Blick, durch die Erfahrung mit der Klientin will die Therapeutin ein Urban-gardening-Projekt ins Leben rufen (eigenes Beispiel nach).
Wichtig ist dabei für praktizierende Ergotherapeuten immer die kritische Auseinandersetzung mit allen Paradigmen, denn alle Überzeugungen bzw. Weltanschauungen werden durch neues Wissen und neue Erkenntnisse aktualisiert und angepasst.

## Ziele
Ziel der Ergotherapie ist in allen Einsatzbereichen gleich: eine zufriedenstellende Ausführung alltäglicher Handlungen und die damit verbundene selbstbestimmte Teilhabe am sozio-kulturellen Leben.
Das wird erreicht durch Verbesserung, Wiederherstellung oder Kompensation der beeinträchtigten Fähigkeiten und Funktionen. Neben geeigneten Übungen soll auch der Einsatz von Hilfsmitteln dazu beitragen, dass ein Optimum an Rehabilitation erreicht wird.

## Einsatzbereiche
Ergotherapeuten beraten, behandeln und fördern Patienten jedes Alters, die durch eine physische oder psychische Erkrankung, durch eine Behinderung oder durch eine Entwicklungsstörung in ihrer Selbstständigkeit und Handlungsfähigkeit im Alltag beeinträchtigt bzw. von Einschränkungen bedroht sind. Sie erarbeiten individuelle Behandlungspläne, führen Therapien sowie Maßnahmen der Prävention durch und übernehmen leitende Funktionen in Verwaltung und Management von Gesundheitseinrichtungen.
Arbeitsplätze finden Ergotherapeuten hauptsächlich in Praxen für Ergotherapie, in Vorsorge-, Rehabilitations- und Fachkliniken oder in Gesundheitszentren. Sie sind auch in Pflegeheimen, bei ambulanten sozialen Diensten oder in Wohnheimen für Menschen mit Behinderung sowie in Sonderschulen und Frühförderzentren beschäftigt. Darüber hinaus sind sie an Berufsfachschulen für Ergotherapie und an Hochschulen tätig.
Ergotherapie ist in Deutschland ein anerkanntes Heilmittel und wird vom Arzt als motorisch-funktionelle, psychisch-funktionelle, sensomotorisch-perzeptive Behandlung sowie als Hirnleistungstraining verordnet. Ergotherapeuten arbeiten in Praxen oder innerhalb von sozialen Einrichtungen. Zentrale Einsatzbereiche sind die Pädiatrie, Psychiatrie, Geriatrie, Neurologie, Orthopädie und Einrichtungen für geistig und/oder körperlich beeinträchtigte Menschen.

### Pädiatrie
Die Behandlung von Kindern (Pädiatrie) ist ein wesentliches Teilgebiet der Ergotherapie (prozentuale Menge aller Verschreibungen ergotherapeutischer Behandlungen) und entlehnt damit grundlegendes Wissen aus der Entwicklungspsychologie (vgl. Affolter, Ayres, Frostig usw.). Entsprechend überschneidet sich die Ergotherapie in mehreren Bereichen und in zunehmendem Maße mit der Kinder- und Jugendpsychiatrie und der Kinderpsychologie bzw. der kinderpsychologischen Behandlung.
Ergotherapie kann daher (im Rahmen interdisziplinärer Zusammenarbeit) bei allen Kindern und Jugendlichen indiziert sein, deren Entwicklung zu selbstständigen, handlungsfähigen Erwachsenen eingeschränkt bzw. behindert ist, z. B. durch:
- Störungen des Bewegungsablaufs infolge hirnorganischer Schädigungen (spastische Lähmungen, Anfallsleiden, Hydrocephalus, Spina bifida, Muskeldystrophien etc.) (Überschneidung mit der Physiotherapie)
- Störungen der sensomotorischen Entwicklung und der damit verbundenen Beeinträchtigung der kognitiven Prozesse
- Störungen der Wahrnehmungsfähigkeit und -verarbeitung (sensorische Integrationsstörungen)
- Ausfallerscheinungen bzw. Verzögerungen in der Sozialentwicklung, der Beziehungsbildung und Kommunikationsfähigkeit
- psychische Erkrankungen nur in Zusammenarbeit mit Kinder- und Jugendpsychiatern oder -psychologen, z. B. Verhaltensstörungen, ADHS, frühkindlicher Autismus, Essstörungen
- Sinnesbehinderungen, z. B. Taubheit, Blindheit

Der tatsächliche Entwicklungsstand des Kindes/Jugendlichen ist die Grundlage aller Maßnahmen. Zur Vermeidung von Behandlungsfehlern empfiehlt sich daher in jedem Falle dringend eine vorhergehende umfassende entwicklungs-/neuro-/psychologische Abklärung des Kindes unter Einbeziehung des psychosozialen Kontextes.
Die anzuwendenden Behandlungsverfahren beruhen auf neurologisch-anatomischen, anatomisch-funktionellen, psychosozialen, entwicklungspsychologisch und lerntheoretisch orientierten Grundsätzen und Kenntnissen.
In der Anwendung der neurophysiologischen, neuropsychologischen, psychosozialen und motorisch-funktionellen Verfahren stehen immer die basalen sensomotorischen Funktionen im Zentrum. Diese bilden die Grundlage für die weitere, darauf aufbauende kognitive Entwicklung (vgl. Entwicklungspsychologie).
Behandelt wird, je nach Störungsbild, Entwicklungsstand und sozialem Umfeld, nach Behandlungskonzepten bzw. -ansätzen wie dem Bobath-Konzept, der Sensorischen Integrationstherapie von Anna Jean Ayres, der Schluck- und Mundmotorik von Castillo-Morales und Ansätzen von Félicie Affolter, Marianne Frostig oder Maria Montessori.
Behandlungsziele sind unter anderem:
- Verbesserung der Bewegungsabläufe, der Tonusregulation und der Koordination
- Verbesserung der Sinneswahrnehmung und der Wahrnehmungsverarbeitung
- Verbesserung von Konzentration, Ausdauer und kognitiven Leistungen
- Stärkung der Motivation und Neugierde
- Integration in Familie und Umwelt inkl. der intensiven Auseinandersetzung mit der Umwelt und der Kompensation bleibender Defizite
- größtmögliche Selbständigkeit im Alltag, in der Schule und im weiteren Umfeld

Die Behandlung kann in Sonderschulen, Sonderkindergärten, Frühförderstellen, Kinderkliniken und speziellen Rehabilitationszentren aller Fachrichtungen, Kinderheimen, Sozialpädiatrischen Zentren oder hauptsächlich in Ergotherapie-Praxen stattfinden.
Von eminenter Wichtigkeit ist die Einbeziehung des sozialen Umfeldes des Kindes in eine interdisziplinäre Zusammenarbeit, also der Erzieher, Lehrer, Kinderpsychologen, Kinder- und Jugendpsychiater und anderer Therapeuten, vor allem aber der Eltern.
Eine von der Techniker Krankenkasse in Auftrag gegebene Forsa-Umfrage unter 1.000 Eltern schulpflichtiger Kinder zeigte, dass jedes fünfte Kind in Ergotherapie und auch jedes fünfte in einer Physiotherapie war.

### Neurologie
Hier werden vor allem Erkrankungen des Zentralen Nervensystems, zum Beispiel Zustand nach Schlaganfall, Schädel-Hirn-Verletzungen, Querschnittlähmungen, Multiple Sklerose, Parkinson-Syndrom oder Amyotrophe Lateralsklerose behandelt.
Eine ergotherapeutische Behandlung in diesem Fachbereich beinhaltet unter anderem die Therapie der Störung und Herstellung des vor der Erkrankung bekannten Zustandes, der Hemmung und des Abbaus krankhafter Haltungs- und Bewegungsmuster und Erlernen und Üben normaler Bewegungen, die Verbesserung der Verarbeitung von Sinnesreizen im Sinne einer Normalisierung der Reizempfindung, einer Filterung und Bewertung der empfundenen Reize, einer Normalisierung der Geschwindigkeit der Reizverarbeitung und der Normalisierung der Reizverarbeitung bis zu einer zweckmäßigen motorischen Antwort, die sensorische Integration, die Behandlung von Störungen der Grob- und Feinmotorik, die Verbesserung von Gleichgewichtsempfindungen und der Gleichgewichtsreaktionen, die Verbesserung von neuropsychologischen Defiziten und Einschränkungen der geistigen Fähigkeiten wie Aufmerksamkeit, Konzentration, Merkfähigkeit, Gedächtnis oder Lese-Sinn-Verständnis, das Erkennen von Gegenständen oder das Erfassen von Räumen, Zeit und Personen, die Entwöhnung von der Beatmungsmaschine, den Versuch, komatöse oder wachkomatöse Patienten aus dem Koma zu holen, die Verbesserung oder auch das Wiedererlernen des Schluckens, das Erlernen von Ersatzfunktionen, die Entwicklung und Verbesserung der Fähigkeiten unter anderem in den Bereichen der Gefühlssteuerung, der Affekte oder der Kommunikation, das Training von Alltagsaktivitäten im Hinblick auf die persönliche, häusliche und berufliche Selbständigkeit und die Beratung bezüglich geeigneter Hilfsmittel und Änderungen im häuslichen und beruflichen Umfeld, eventuell Anpassung von Hilfsmitteln.
Um die oben beschriebenen Ziele zu erreichen, greift die Ergotherapie auf verschiedene Behandlungsansätze zurück, wie nach Anna Jean Ayres, Bobath/physiotherapeutische Methode, Affolter, Johnstone, PNF / physiotherapeutische Methode, Perfetti, Castillo Morales, Basale Stimulation, F.O.T.T.

### Orthopädie, Traumatologie und Rheumatologie
Ergotherapeutisch behandelt werden Menschen mit Störungen des Bewegungsapparates, zum Beispiel bei oder nach traumatischen und degenerativen Störungen der oberen und unteren Extremitäten und der Wirbelsäule wie z. B. Knochenbrüchen oder Operationen, mit Sehnendurchtrennungen, Amputationen, mit Karpaltunnelsyndrom, Epicondylitis oder Tendovaginitis de Quervain. Ebenfalls ergotherapeutisch behandelt werden Menschen mit muskuloskelettalen Erkrankungen, Querschnittlähmungen und Dysmelien.
Die Arbeit geschieht hauptsächlich über motorisch-funktionelles Training. Weiterhin werden Hilfsmittel angepasst und deren Handhabung geübt und der Wohnraum des Betroffenen bei Bedarf adaptiert. Besonderer Schwerpunkt ist die Wiederherstellung der Motorik, um eine größtmögliche Selbstständigkeit beim Essen, Trinken, Waschen und Anziehen (=Aktivitäten des täglichen Lebens) zu erreichen.
Ziele der Ergotherapie in diesem Bereich sind die Verbesserung der Beweglichkeit und des Kraft- und Belastungsaufbaus, das Erreichen größtmöglicher Selbständigkeit im beruflichen, schulischen und häuslichen Alltag, die Erweiterung des gesamten Bewegungsausmaßes aller Gelenke, die Herstellung und Erprobung von Adaptationen, Hilfsmitteln und Schienen, z. B. Lagerungsschienen, Quengelschienen oder Kleinertschienen nach Sehnendurchtrennungen, das Einüben schmerzarmer und kompensatorischer Bewegungsabläufe, sowie das Umtrainieren der Gebrauchshand.
Inhalte der Ergotherapie sind sensomotorisch-perzeptive Behandlungen, motorisch-funktionelle Übungen, psychisch-funktionelle Behandlungen, Hirnleistungstraining/Neuropsychologische Behandlung, Hausbesuche, sensorische Integrationstherapie, ADS/ADHS-Behandlung, ATL-Training, Stumpfabhärtung und Prothesentraining, Schienenherstellung und deren Anpassung, Hilfsmittelberatung und ggf. deren Herstellung oder Adaptation sowie Narbenbehandlung.

### Geriatrie
Ergotherapeutisch behandelt werden ältere Menschen mit akuten und chronischen Erkrankungen aus den Fachgebieten der Neurologie, Inneren Medizin, Orthopädie, Chirurgie und Psychiatrie, die aufgrund der oben genannten Störungsbilder und Mehrfacherkrankungen (Multimorbidität) in Senioren- und Pflegeheimen leben.
Ziele der Ergotherapie sind in diesem Bereich der Erhalt und Aufbau eines positiven Selbstbilds, die Förderung und Stabilisierung von vorhandenen und verloren gegangenen geistigen, sozialen und körperlichen Fähigkeiten, die Vermeidung/Verminderung von Abhängigkeit und Isolation, die Erweiterung und Erhaltung des Bewegungsausmaßes aller Gelenke, die Förderung und Stabilisierung von Gedächtnisleistungen, Aufmerksamkeit, Konzentration und Orientierung und die Sturzprävention.
Inhalte der Ergotherapie sind das Training der motorischen und sensorischen Fähigkeiten, das Training der Selbständigkeit im Alltag, die Versorgung mit Hilfsmitteln und das Training sozial-kommunikativer Fähigkeiten.

### Psychiatrie
Ergotherapie in der Psychiatrie bietet Menschen aller Altersstufen – die zum Beispiel unter Suchterkrankungen, psychotischem Erleben, neurotischen oder psychosomatischen Störungen leiden – die Möglichkeit, ihre eigenen kreativen Potenziale (wieder-)zuentdecken und durch die Erkrankung verloren gegangene Fähigkeiten wiederzuerlangen. Zu den Krankheitsbildern, mit denen Ergotherapeuten in der Psychiatrie zu tun haben, gehören psychische Störungen im Kindes- und Jugendalter, Angststörungen, Persönlichkeits- und Verhaltensstörungen, Depressionen, Schizophrenien, Essstörungen, affektive Störungen, dementielle Syndrome, Störungen bei Alkohol-, Drogen- und Medikamentensucht oder das hirnorganische Psychosyndrom.

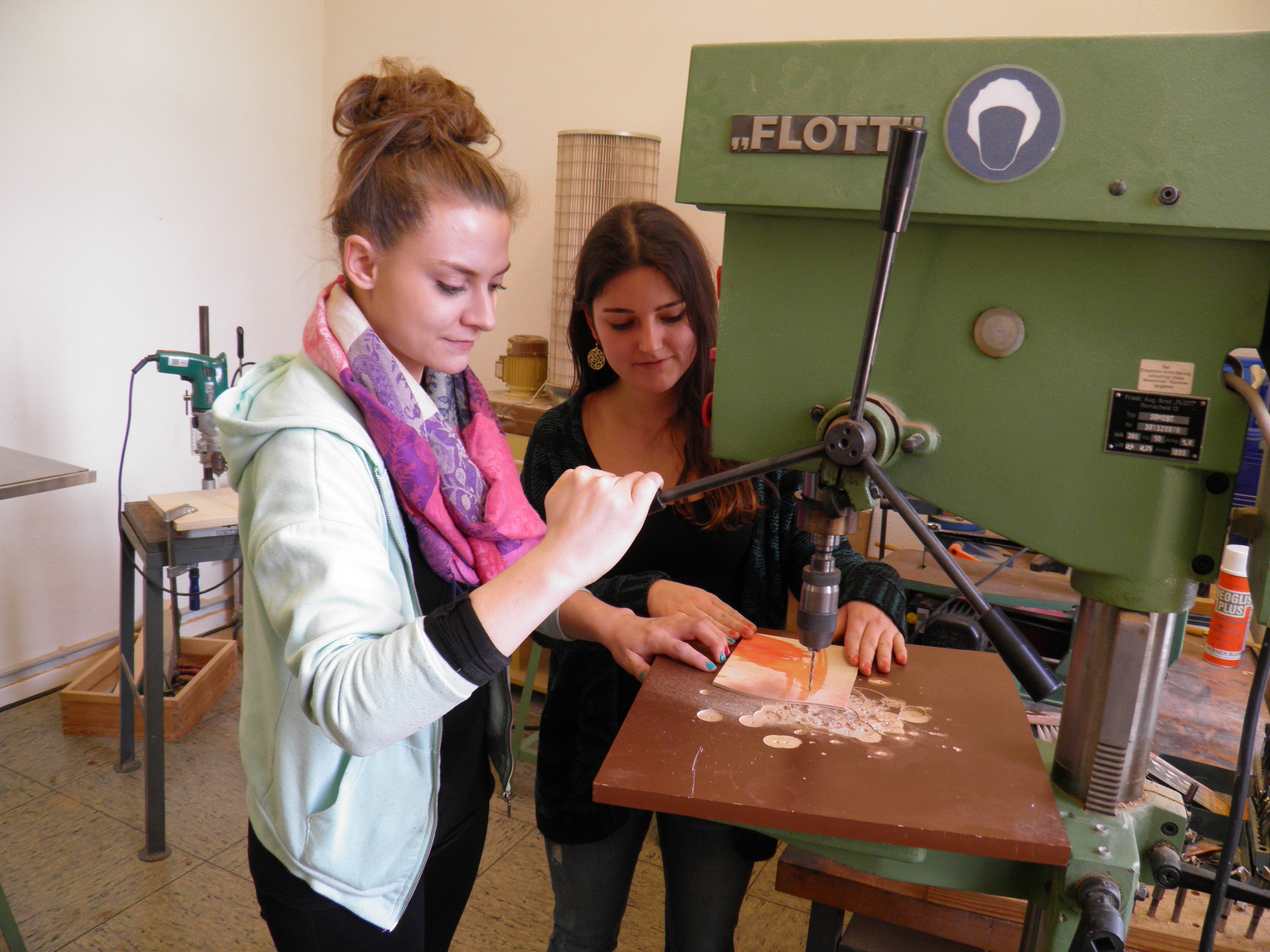
Praktische Arbeit in der Schule für Ergotherapie

Die grundsätzlichen Ziele der Ergotherapie in der Psychiatrie sind die Entwicklung, Verbesserung und der Erhalt von
- psychischen Grundleistungsfunktionen wie Antrieb, Motivation, Belastbarkeit, Ausdauer, Flexibilität und Selbstständigkeit in der Tagesstrukturierung
- Körperwahrnehmung und Wahrnehmungsverarbeitung
- situationsgerechtem Verhalten, sozioemotionalen Kompetenzen und Interaktionsfähigkeit
- Realitätsbezogenheit von Selbst- und Fremdwahrnehmung
- psychischer Stabilität und Selbstvertrauen
- eigenständiger Lebensführung und Grundarbeitsfähigkeit

## Therapiemethoden
Im Wesentlichen sind in der Ergotherapie vier Therapiemethoden von Bedeutung:

### Funktionsorientierte Methode
- Wiederherstellen, Steigern oder Erhalten der motorischen Funktionen z. B. mittels manueller Therapie, Weichteiltechniken, PNF, Fascientechniken (auch geräteunterstützt)
- Schall- und Ultraschallbehandlung
- TENS
- EMS-Training, Elektromyostimulation
- FDM
- Flossing
- Übungen zur Gelenkmobilisation und Muskelaufbau/-stärkung
- Bewegungsübungen jeder Art mit oder ohne Gewicht/Widerstand
- Narbenbehandlung nach Verletzung oder OP
- Therapiemittel: verschiedenste Sportgeräte, verschiedene Gewichte/Widerstände, Geräte und Anlagen, um Widerstände aufzuheben

### Kompetenzzentrierte Methode
- Erwerb und Training von bedeutungsvollen Aufgaben aus dem Alltag der Klienten[21]
- Übungen aus dem lebenspraktischen und Freizeitbereich
- Erwerb verlorengegangener oder nicht vorhandener Fähigkeiten
- Einsatz ausgewählter handwerklicher Techniken

### Ausdruckzentrierte Methode
- Verwendung von Therapiemitteln in kreativ-gestalterischer Form als Ausdrucksmittel, Mittel zur Darstellung, Kommunikationsmittel
- Themen frei und gefühlsbetont ermöglichen Personennähe
- Therapiemittel: Musik, Materialien

### Interaktionelle Methode
- Gruppendynamischer Prozess (Auseinandersetzung in der Gruppe, Miteinander in der Gruppe)
- Die Teilnehmer können verschiedene Positionen innerhalb der Gruppe einnehmen

Es ist jedoch schwierig, diese vier Behandlungsformen rigoros voneinander zu trennen, sodass oftmals eine Verknüpfung verschiedener Ansätze in die Behandlung einfließt. Die oben genannten Methoden mit ihren entsprechenden Medien führen dann zu folgenden Gruppenarbeiten im stationären Bereich.

## Gestaltungstherapie
Die Gestaltungstherapie ist eine Gruppe, in der die ausdruckzentrierte Methode umgesetzt wird; der Patient soll nach seiner Vorstellung und seiner Empfindung ein vorgegebenes Thema zu Papier bringen. Im Anschluss wird das Bild jedes Patienten in der Gruppe präsentiert und vom Therapeuten mit den Patienten angesehen und vom Patienten selbst interpretiert. Der Therapeut soll sich jeder Deutung seinerseits enthalten und höchstens mit Fragen weitere Denkanstöße vermitteln.

## Mitarbeiterberatung / Berufliche Rehabilitation
Zunehmend wichtiger wird in der Ergotherapie die berufliche Integration und die dauerhafte Förderung beruflicher Fähigkeiten durch Prävention und Rehabilitation. Diese Aspekte waren in der veralteten Berufsbezeichnung Arbeits- und Beschäftigungstherapie bereits als Ziele der Ergotherapie ausdrücklich benannt und wurden im Laufe der Berufsentwicklung teilweise von anderen Berufsgruppen besetzt. Hierzu gehört neben dem beruflichen Training der Arbeitsfähigkeit (Stichwort – „First train then place“) eine Unterstützung des Arbeitnehmers am Arbeitsplatz durch Employee Assistance Programme (EAP) (Stichwort – „First place then train“). Im Rahmen der Unterstützung finden unter anderem kompetenzzentrierte Methoden durch Medien wie Arbeiten am PC, Leittexte zur Textverarbeitung und Internetnutzung Anwendung.
Ziel ist es, die berufliche Rehabilitation sowie die Leistungsfähigkeit und Zufriedenheit des Arbeitnehmers am Arbeitsplatz dauerhaft und präventiv zu erhalten. Die externe Mitarbeiterberatung (EAP) ist ein präventives Behandlungsangebot für alle Mitarbeiter eines Unternehmens. Im Rahmen der Gesundheitsvorsorge werden dabei Probleme der Arbeitsplatzbelastung, Stress, Burnout-Syndrom, familiäre Herausforderungen wie Erziehung der Kinder oder die Pflege von älteren Familienangehörigen angesprochen und lösungsorientiert bearbeitet, bevor sie zu erheblichen psychischen Belastungen und einer daraus resultierenden Arbeitsunfähigkeit führen. Im Fokus dieses Behandlungsansatzes steht das persönliche Gespräch mit einem qualifizierten Ergotherapeuten.

## Sensorische Integrationstherapie
Die Sensorische Integrationstherapie gilt als ein wichtiger Therapieansatz der Ergotherapie. Sie wurde um 1976 durch die Psychologin und Ergotherapeutin Anna Jean Ayres entwickelt und dient zur Verbesserung der sensorischen Integration, also zur besseren Verarbeitung von Sinnesreizen im zentralen Nervensystem. Wesentliches Mittel in der Sensorischen Integrationstherapie ist das gezielte Setzen von Reizen durch den Therapeuten.
Die Sensorische Integrationstherapie wird vor allem bei Kindern mit Entwicklungsverzögerungen und Aufmerksamkeitsstörungen eingesetzt, außerdem werden Störungen von Grob- und Feinmotorik, psychosomatische Probleme und Behinderungen mit der Sensorischen Integrationstherapie behandelt. Im Bereich Geriatrie hat sich die Ergotherapeutin Gudrun Schaade in den letzten Jahren zunehmend mit den Möglichkeiten und Grenzen der Sensorischen Integrationstherapie bei demenziell erkrankten Menschen auseinandergesetzt.

## Modelle
Ein Modell ist eine zur wissenschaftlichen Erklärung dienende, vereinfachte Darstellung eines Objektes. Es veranschaulicht die inneren Beziehungen und Funktionen und bildet sie ab. Um die aktuellen Betätigungsinhalte der Ergotherapie darzustellen, wurden konzeptionelle Modelle (= Inhaltsmodell) entwickelt. Der theoretische Hintergrund und die praktische ergotherapeutische Tätigkeit wird aufgrund der Modelle zusammengeführt. Jedes Modell leuchtet gewisse Aspekte der ergotherapeutischen Praxis auf theoretischer Basis mit unterschiedlichen Schwerpunkten aus. Grundsätzlich kann der Therapeut unabhängig vom Klient und Krankheitsbild fast alle Modelle bei allen Klienten und in der ergotherapeutischen Behandlung verwenden. In der Ergotherapie wird zwischen Inhaltsmodellen und Prozessmodellen unterschieden.

### Inhaltsmodelle
Inhaltsmodelle sorgen für eine Struktur in der praktischen Ergotherapie und unterstützen das klinische Reasoning des Ergotherapeuten. Durch eine Verwendung des Inhaltsmodells liegt der Fokus in der Behandlung immer bei der Betätigung, bei dem Klienten oder seiner Umwelt, in dessen die Betätigung stattfindet. Das Inhaltsmodell umfasst das Gesamtbild des Klienten und somit seine Wünsche im Hinblick auf das Betätigen und die Partizipation. Die Inhaltsmodelle helfen unter anderem dem Therapeuten bei der Therapiezielformulierung und bei der Fokussierung auf das zu erreichende Ziel. Nach Kielhofner sollte es folgende Kriterien erfüllen:
- Es basiert auf einer schlüssigen Theorie (wissenschaftlich belegt), die dem Wissensfundus der Ergotherapie und anderer wissenschaftlicher Disziplinen entspringt
- Es hilft bei der Formulierung der Annahmen zum „Sich nicht betätigen können“, zum „Betätigen“ und zum „Verändern durch Betätigen“
- Es umfasst zuverlässige und valide Assessments
- Es wurden wissenschaftlich belegte Behandlungsmethoden entwickelt

| Inhaltsmodell                                                      | Herkunft | Beschreibung | Prozessmodell                                           | Befunderhebungsinstrument |
| ------------------------------------------------------------------ | -------- | --- | ------------------------------------------------------- | --- |
| Canadian Model of Occupational Performance and Engagement (CMOP-E) | Kanada   | Ist eine dreidimensionale Darstellung der Beziehung zwischen einer Person mit drei Komponenten der Betätigung Die Intervention zielt darauf ab, die Übereinstimmung zwischen Person, Umwelt, Kontext und Betätigung sicherzustellen.                                                                                  | Canadian Practice Process Framework (CPPF)              | COPM |
| The Model of Human Occupation (MOHO)                               | USA      | Schlüsselprinzip, bei dem der Mensch als dynamisches System betrachtet wird. Drei Systeme im Zusammenspiel mit der Umwelt. Die Systeme sind Wille, Gewohnheiten, Betätigungsperformanz | Prozess des professionellen Reasonings im MOHO          | Zum Beispiel: - OPHI-II - MOHOST - COSA |
| Person Environment Occupation (PEO)                                | USA      | Besteht aus drei überlappenden Kreisen (Person, Betätigung, Umwelt) | *                                                       | * |
| Person Environment Occupation Performance (PEOP)                   | USA      | die Erweiterung des PEO-Modells Im Zentrum der dreiüberlappenden Kreise steht als Mittelpunkt die Betätigungsperformanz | *                                                       | Keine, aber eine Leitlinie zur Auswahl von Assessments |
| Kawa Modell                                                        | Japan    | Besteht aus 4 Komponenten: - Der Fluss (Kawa) - Steine = Lebensbedingungen - Ufer und Flussbett = Umwelt - Treibholz = Möglichkeiten und Grenzen „Der Fluss“ wird als Metapher benutzt, um subjektive Sichtweisen über das Selbst, das Leben, das Wohlbefinden und die Bedeutung der Alltagsaktivitäten darzustellen. | *                                                       | Zeichnung des eigenen Lebensflusses als Assessment Tool |
| *                                                                  | *        | * | Occupational Therapy Intervention Process Model (OTIPM) | Zum Beispiel: Assessment of Motor and Process Skills (AMPS) School Assessment of Motor and Process Skills (School AMPS) Evaluation of Social Interaction (ESI) |

(* bei den ausgelassenen Stellen, gibt es kein dazugehöriges Befunderhebungsinstrument/Modell bzw. Beschreibung)

#### PEO
Das Person-Environment-Occupation Modell (Kurzversion: PEO) gibt dem Ergotherapeuten ein praktisches Instrument an die Hand, um damit gemeinsam mit dem Klienten die Betätigungsfragen zu analysieren und zugleich einen Leitfaden für die Behandlung und die Auswertung zur Verfügung zu haben. Mithilfe dieses Modells kann der Nutzer die auf die Person, die Umwelt und/oder das Betätigen ausgerichtete Behandlung erläutern. Das Modell wurde 1996 veröffentlicht und bietet einen theoretischen Rahmen für die Erforschung von Person-Umwelt-Prozessen und kann von Ergotherapeuten als Leitfaden während einer Intervention genutzt werden, um den Klienten die erfolgreiche Teilhabe an bedeutungsvollen Aktivitäten zu ermöglichen.
Das PEO-Modell spiegelt die dynamische Transaktion zwischen der Person, ihren Betätigungen und der Umwelt zu einem bestimmten Zeitraum wider. Die drei Kreise überlappen sich in der Mitte und hier entsteht dann die Betätigungsperformanz. Die Betätigungsperformanz entspricht dem Ausüben der Betätigung.

#### KAWA - Modell
Das KAWA Modell ist ein ergotherapeutisches Inhaltsmodell aus Japan. Das Modell wurde in den 1990er Jahren von Professor Michael K. Iwama entwickelt und ist ein Modell für alle Lebensphasen. Dieses Flussmodell ist das erste nicht im Westen entstandene Modell. Therapeuten verwenden es vermehrt für das Eingangsgespräch, weil man viele Informationen aus der Sichtweise des Klienten bekommt. Der Kerngedanke für das Modell ist, dass man über den Fluss die Ausführung der Betätigung des Klienten erfährt.
Inhalt
Das Leben ist eine komplexe und tiefgreifende Reise, ähnlich wie bei einem Fluss. Es wurde aus der soziokulturellen Perspektive der fernöstlichen Hemisphäre betrachtet und beschrieben. Kawa als japanisches Wort für „Fluss“ steht als Metapher für den Lebensfluss.
Aufbau
Durch den Fluss wird bildlich der Lebensweg eines Klienten beschrieben. Es beginnt bei der Geburt, dort ist der Fluss noch ein kleines Bächlein, das sich langsam den Berg herunter schlängelt. Der Fluss nimmt mit dem Leben an Breite, Tiefe und Geschwindigkeit zu und verändert sich. Schließlich erreicht er sein Ziel an einem See oder Meer. Jeder Fluss ist anders und besonders. Das Modell besteht aus mehreren Bausteinen:
- Wasser (Mizu) ≙ Lebensfluss und Gesundheit Das Wasser repräsentiert die Lebensenergie oder den Lebensfluss eines Menschen. Die Naturelemente von Wasser haben eine flüssige, reinigende und erneuernde Bedeutung. Das Wasser umhüllt, definiert und beeinflusst die anderen Elemente des Flusses, die ihrerseits Tiefe, Gestalt und Geschwindigkeit des Wassers beeinflussen. Das Wasser kann sich hinsichtlich seiner Form, Fließgeschwindigkeit, Tiefe und Klarheit verändern.
- Flussbett, -seitenwände und -boden (Kawa Zoko) ≙ Umweltfaktoren Das Flussbett, die Seitenwände und der Boden sind die Strukturen der Flussmetapher, die für die Umwelt des Klienten stehen. Die Umweltfaktoren spielen bei jeder Person eine große Rolle im sozialen Kontext, z. B. Familienmitglieder, Freunde, Arbeitskollegen, Haustiere.Harmonische Beziehungen ermöglichen und ergänzen den Lebensfluss. Ein verstärktes Fließen hat einen wirkungsvollen Effekt auf schwierige Umstände und Probleme sowie die Kraft des Wassers (z. B. Steine im Flussbett verschieben kann und sogar neue Flussläufe schaffen kann) Im Gegenzug kann eine Verminderung des Flussvolumens einen negativen Einfluss auf die anderen Elemente ausüben, die Raum im Flussbett einnehmen. Wenn sich Steine und Treibhölzer dem Wasserlauf entgegenstellen oder die Flusswände/ -boden einengend sind, ist das Fließen des Flusses in hohem Maße gefährdet.
- Steine (Iwa) ≙ Probleme/Störungen in der Gesundheit. Sie repräsentieren Probleme und schwierige Umstände, die als Hindernis für den Lebensfluss eines Menschen betrachtet werden. Diese Lebensumstände nimmt der Klient als problematisch und schwer zu überwinden wahr. Die Steine des Klienten können von Anfang an vorhanden sein (z. B. Erbkrankheiten), unerwartet auftauchen (z. B. plötzliche Erkrankungen oder Verletzungen) oder nur eine vorübergehende Erscheinung sein. In den meisten Flüssen/Leben eines Menschen finden sich solche Steine oder Hindernisse, die hinsichtlich ihrer Größe/Form und Anzahl variieren können. Die behindernde Wirkung der Steine kann sogar noch zunehmen, wenn sie fest mit Flusswänden und Boden (Umwelt) verbunden sind. Sobald die vom Klienten wahrgenommenen Steine bekannt sind, können Therapeuten potenzielle Interventionsbereiche und Strategien zur Verstärkung des Lebensflusses identifizieren.
- Treibholz (Ryuboku) ≙ persönliche Ressourcen und Barrieren. Das Treibholz repräsentiert die persönlichen Ressourcen wie zum Beispiel: Werte, Persönlichkeit, immaterielle und materielle Ressourcen etc. Diese können sich wiederum sowohl positiv als auch negativ auf den Fluss/Lebensumstände auswirken. Treibholz kann sich als sehr hinderlich erweisen, wenn es sich zwischen den Steinen und den Flusswänden festsetzt. Andererseits kann es mit denselben Strukturen kollidieren, um Hindernisse aus dem Weg zu räumen. Effektiv behandelnde Therapeuten schenken diesen Komponenten des Klienten besondere Aufmerksamkeit und berücksichtigen ihre tatsächliche oder potenzielle Auswirkung auf dessen Situation.
- Räume zwischen den Hindernissen (Sukima) ≙ Betätigung. Durch diese Zwischenräume fließt die Lebensenergie des Klienten, somit repräsentieren sie die Betätigung. Im Kawa Modell sind Räume die Punkte, durch die offensichtlich die Lebensenergie (Wasser) des Klienten fließt. Die Räume repräsentieren Betätigung in einer ostasiatischen Perspektive. Beim Festlegen der Anwendung und Richtung der ergotherapeutischen Behandlung ist es wichtig, diese Räume eines Klienten genauso gut zu verstehen, wie die anderen Elemente des Flusses. Das auf natürliche Weise durch diese Räume strömende Wasser kann Steine, Flusswände und Boden aushöhlen und mit der Zeit in größere Leistungsrohre für den Lebensfluss transformieren. Dieser Effekt reflektiert das latente Genesungspotenzial, dass jeder Klient in sich selbst und dem nicht von ihm zu trennenden Kontext trägt. Aufgabe von Ergotherapeuten ist es, einen stärkeren Lebensfluss ihres Klienten zu ermöglichen. Denn überall dort, wo Wasser fließt, fließt auch Betätigung. Daher sollten Ergotherapeuten nach Möglichkeiten suchen, ihren Klienten Betätigung zu ermöglichen, die für sie bedeutungsvoll ist.

#### Occupational Therapy Intervention Process Model (OTIPM)
Das OTIPM ist ein ergotherapeutisches Prozessmodell mit dem Schwerpunkt auf dem Top-Down-Ansatz, der Klientenzentrierung und der Betätigungsbasierung. Es wurde von der amerikanischen Ergotherapeutin Anne Fisher 2009 entwickelt. Die Klientenzentrierung bedeutet, dass der Klient da abgeholt wird, „wo er steht“. Der Top-Down-Ansatz beinhaltet, dass die Ergotherapeutin oder der Ergotherapeut sich ein umfassendes Bild zu den Bedürfnissen, Wünschen und Alltagsaufgaben des Klienten macht. Die Betätigungsbasierung der Intervention beinhaltet „das Ausführen von Aktionen, etwas tun und Eingebundensein in dieses Tun“.
Kriterien, die eine Betätigung erfüllen sollte, sind:
- relevanter Alltagsbezug
- natürlicher Umweltbezug
- Zweckmäßigkeit für Klient
- Bedeutsamkeit für Klient

Der OTIPM-Prozess gliedert sich in drei Phasen: Evaluations- und Zielsetzungsphase, Interventionsphase und Re-Evaluationsphase.
So wird der Klient in einem Erstgespräch ganzheitlich erfasst und genannte Stärken und Probleme eruiert. Auf dieser Basis wird eine Performanzanalyse, eine Beobachtung einer Aufgabe, welche der Klient als schwierig beschrieben hat, gemacht, um motorische, prozessbezogene und interaktionelle Fähigkeiten zu beurteilen. Aufgrund der Beobachtung werden gemeinsam mit dem Klienten Ziele formuliert und betätigungsbasierte Interventionen festgelegt. Die Interventionen werden in vier Modelle unterschieden: kompensatorisch, akquisitorisch, restitutiv und edukativ. Die Ziele und Interventionen werden regelmäßig überprüft und re-evaluiert, um die Therapie adäquat anzupassen, die Qualität zu sichern und den Therapieverlauf zu dokumentieren.
Interventionsmodelle
- Das kompensatorische Modell beinhaltet Interventionen zur Anwendung von Hilfsmitteln und Techniken, adaptierten Methoden der Ausführung sowie Modifikationen der physischen und sozialen Umwelt.
- Das akquisitorische Modell dient dazu, die Qualität der Betätigungsausführung wiederherzustellen, zu entwickeln oder zu erhalten. Die Intervention wird direkt in der Betätigung durchgeführt.
- Beim restitutiven Modell werden personenbezogene Faktoren und Körperfunktionen durch den therapeutischen Nutzen von Betätigungen wiederhergestellt, neu entwickelt oder erhalten
- Das edukative Modell befasst sich mit der Information und Schulung von Gruppen über das tägliche Leben und die damit verbundene Betätigungsausführung, wobei mögliche Strategien ohne deren konkreter Umsetzung und Übung in der Gruppe diskutiert werden.

In der ergotherapeutischen Praxis können ein oder mehrere Modelle für eine Intervention ausgewählt werden. Jedoch sollte für jedes Modell, das zur Anwendung kommt, genügend Evidenz bestehen, um zu einer verbesserten Betätigungsausführung zu führen.

## Ausbildung
Die Ergotherapieausbildung wird in Deutschland an über 200 staatlich anerkannten Schulen für Ergotherapie angeboten. Sie dauert in der Regel drei Jahre und schließt mit einem Examen ab. Das Examen zum staatlich geprüften Ergotherapeuten (innerhalb der EU geschützte Berufsbezeichnung) beinhaltet sowohl theoretische, als auch praktische Teile sowie ein Abschlussgespräch mit einer Prüfungskommission. Die Prüfung gilt nur dann als bestanden, wenn insgesamt die Endnote „ausreichend“ erreicht wurde.

### Inhalte

#### Theoretischer und praktischer Unterricht
Im theoretischen und praktischen Unterricht werden Berufs-, Gesetzes- sowie Staatskunde, die ergotherapeutische Fachsprache, Grundlagen der Ergotherapie sowie Sprache und Schrifttum gelehrt. Motorisch-funktionelle, neurophysiologische, neuropsychologische und psychosoziale Behandlungsverfahren, arbeitstherapeutische Verfahren, adaptierende Verfahren in der Ergotherapie, Prävention und Rehabilitation sind ebenfalls Bestandteile.
Außerdem werden Biologie, beschreibende und funktionelle Anatomie, Physiologie, Grundlagen der Gesundheitslehre und Hygiene, Arzneimittellehre, Grundlagen der Arbeitsmedizin, Erste Hilfe, allgemeine Krankheitslehre, spezielle Krankheitslehre einschließlich diagnostischer, therapeutischer, präventiver und rehabilitativer Maßnahmen, Medizinsoziologie und Gerontologie, Psychologie und Pädagogik, Heilpädagogik sowie psychosoziale Aspekte unterrichtet. Handwerkliche und gestalterische Techniken mit verschiedenen Materialien, Spiele, Hilfsmittel, Schienen und technische Medien sowie Bewegungserziehung gehören ebenfalls dazu.

#### Praktische Ausbildung
In der praktischen Ausbildung werden psychosoziale (psychiatrisch/psychosomatischen), motorisch-funktionelle, neurophysiologische oder neuropsychologische sowie arbeitstherapeutische Bereiche gelehrt.

#### Grundlage
Grundlage für die Ausbildungsinhalte bildet in Deutschland die Ausbildungs- und Prüfungsverordnung für Ergotherapeuten vom 2. August 1999.

### Perspektiven nach der Ausbildung
Im Anschluss an die Ausbildung können weitere Qualifikationen erlangt werden. So ist es möglich, Fachwirt im Gesundheits- und Sozialwesen zu werden. Durch eine WFOT-zertifizierte Ausbildung (World Federation of Occupational Therapists) besteht zudem die Möglichkeit, auch im nicht-europäischen Ausland zu praktizieren.

### Studium
Mittlerweile werden auch Diplom-, Bachelor- und Master-Kurse mit Hochschulabschluss angeboten, die sich momentan inhaltlich aber sehr unterscheiden.
1999 führte die Europa Fachhochschule Fresenius in Idstein als erste deutsche Hochschule den staatlich anerkannten Studiengang Diplom-Ergotherapeut (FH) ein. Vor dem Hintergrund dieser Erfahrung hat sie 2007 die Akkreditierung eines Bachelor-Studiums eingeleitet. Während des Studiums erlangt man durch das Bestehen der staatlichen Prüfung, die in den Studienverlauf integriert ist, den Berufsabschluss in Ergotherapie und darüber hinaus nach Erwerb von 240 ECTS-Punkten den akademischen Grad eines Bachelor of Science.
In Österreich erfolgt im Zuge des Bologna-Prozesses die Umstellung von einem Diplom an einer Akademie auf eine Ausbildung an der Hochschule mit akademischem Abschluss. Im Wintersemester 2006 starteten an der FH Joanneum und im Wintersemester 2007 an der FH Wiener Neustadt, der FH Gesundheit Tirol, am FH Campus Wien und der FH Salzburg die ersten Jahrgänge, die im Sommer 2009/2010 mit dem Bakkalaureat abgeschlossen haben. Einen Überblick über die derzeit in Deutschland angebotenen Studiengänge kann man auf der Website des Deutschen Verbandes der Ergotherapeuten finden.